# ブラバム・BT51
ブラバム・BT51 (Brabham BT51) は、ブラバムが開発したフォーミュラ1カー。デザイナーはゴードン・マレー。車は ネルソン・ピケとリカルド・パトレーゼによってテストが行われた。1983年シーズン用に開発されたが、ルール変更のためチームはBT51の開発をあきらめ、BT52の開発を進めなければならなかった。